# Jugatala tuberosa
Jugatala tuberosa är en kvalsterart som beskrevs av Ewing 1913. Jugatala tuberosa ingår i släktet Jugatala och familjen Ceratozetidae. Inga underarter finns listade i Catalogue of Life.